# Wilfred Cantwell Smith
Wilfred Cantwell Smith (ur. 21 lipca 1916 w Toronto, zm. 7 lutego 2000 tamże) – kanadyjski religioznawca.

## Życiorys
Jego rodzicami byli Victor Arnold i Sarah Cory Cantwell Smithowie. Studiował na Uniwersytecie w Toronto, gdzie poznał swoją przyszłą żonę, Muriel MacKenzie Struthers. W latach 1940–1949 pracował w Lahore w Indiach, gdzie od 1944 był ewangelickim duszpasterzem w United Church of India, a po powrocie, 1949-1963 profesorem Uniwersytetu McGilla w Montrealu. Następnie 1964-1979 był profesorem i dyrektorem Center for the Study of World Religions Uniwersytetu Harvarda w Cambridge, jednocześnie 1973-1978 profesorem uniwersytetu w Halifax, a potem 1978-1984 Uniwersytetu w Toronto. Poza tym 1966-1969 był prezesem American Society for the Study of Religion, 1979-1980 Canadian Theological Society, a 1982-1983 American Academy of Religion. W 1973 założył wydział religioznawstwa porównawczego w Dalhousie University w Nowej Szkocji. Zajmował się głównie tematyką islamu. Zachęcał do dialogu międzywyznaniowego i wymiany idei między wyznaniami. Jego ważniejsze prace to Modern Islam in India (1943), Islam in Modern History (1957), Meaning and End of Religion (1963), Religious Diversity (1976), Towards a World Theology (1981) i On Undestanding Islam (1981). W styczniu 2000 został oficerem Orderu Kanady. Pisał między innymi o potrzebie przywrócenia właściwego miejsca religii. Zajmował się kwestiami dogmatyki. Ze względu na szerokie oddziaływanie był porównywany do Mircei Eliadego.